# Uranometria

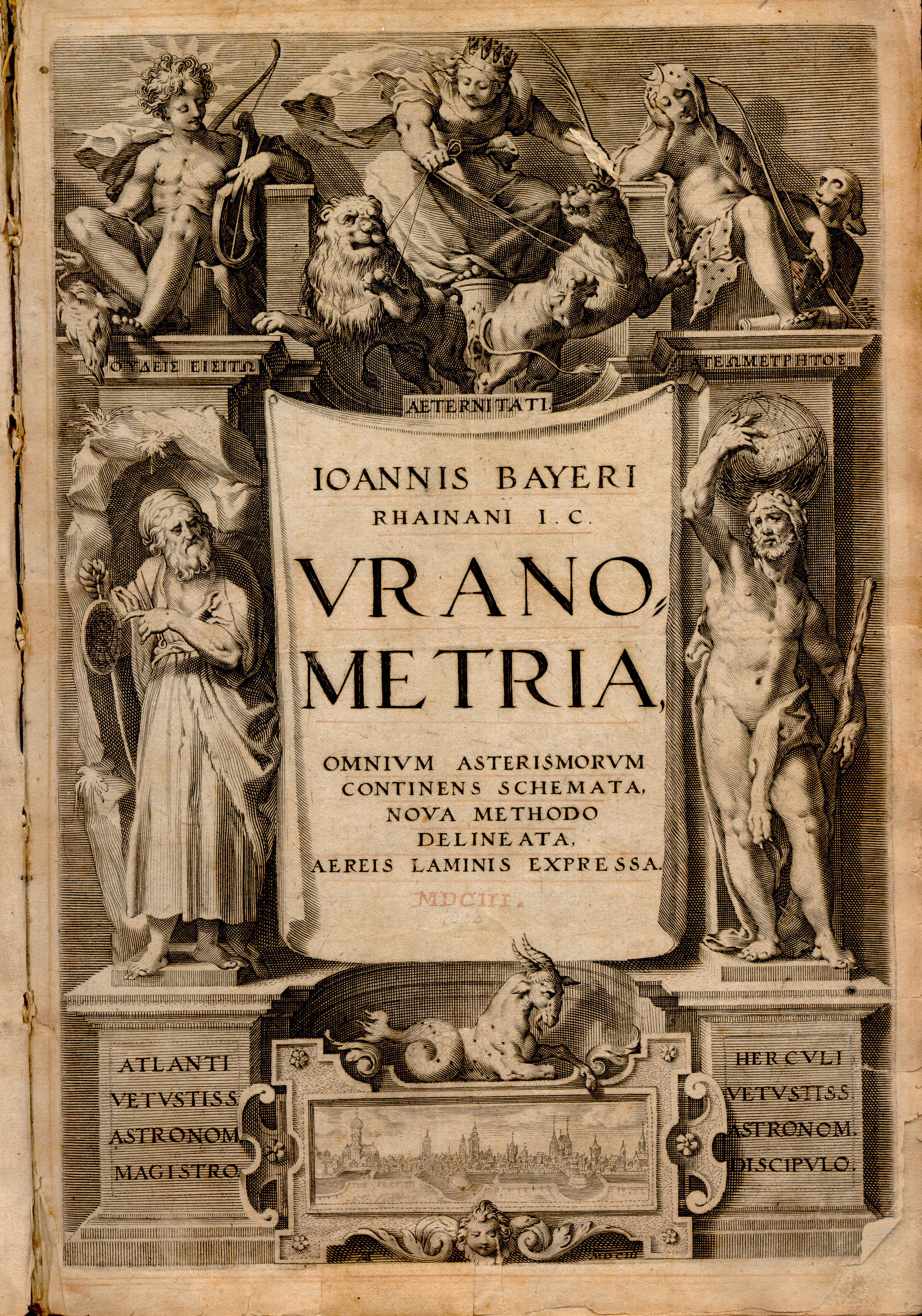
Titelpagina van de Uranometria

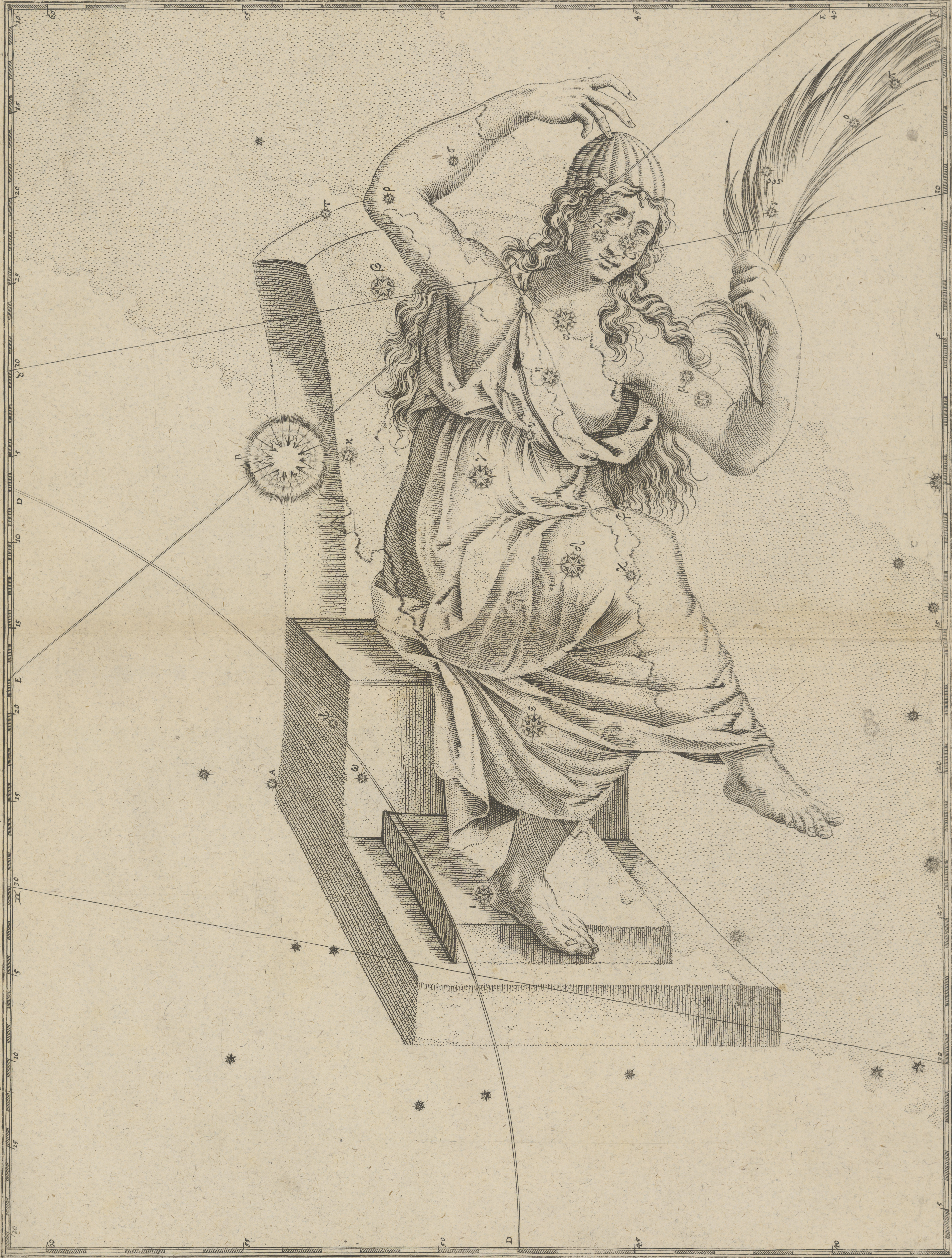
Het sterrenbeeld Cassiopeia in de Uranometria van Johannes Bayer

De Uranometria is een door de Duitse astronoom Johannes Bayer in 1603 vervaardigde atlas van de sterrenhemel. De volledige titel luidt (in het Latijn) "Uranometria : omnium asterismorum continens schemata, nova methodo delineata, aereis laminis expressa". Het was de eerste atlas die de gehele hemelbol in kaart bracht.
De Uranometria bestaat uit 51 op koperplaten gegraveerde kaarten. De eerste 48 kaarten beelden de 48 "klassieke" sterrenbeelden, die door Ptolemaeus werden geïntroduceerd, af. Vervolgens is er een kaart die 12 sterenbeelden uit de zuidelijke hemelhalfrond afbeelden en 2 kaarten die de noordelijke en zuidelijke sterrenhemel in de vorm van een planisfeer laten zien.
De Uranometria bevat de nauwkeurige posities van meer dan 1.200 sterren, grotendeels gebaseerd op de stercatalogus van de Deense astronoom Tycho Brahe en de Nederlandse zeevaarder Pieter Keyser. Het geheel is verfraaid met figuren die de sterrenbeelden als geheel weergeven. In de Uranometria introduceerde Bayer de nu nog steeds in gebruik zijnde methode om aan de helderste sterren van elk sterrenbeeld een griekse letter toe te kennen, bijvoorbeeld α Orionis voor Betelgeuze en β Orionis voor Rigel.
- Bayer, Johannes, Uranometria Augsburg (1603) Volledige digitale weergave via Linda Hall Library